# Тейлор, Говард
Дж. Говард Тейлор (англ. J. Howard Taylor; 30 июня 1861, Лондон — 1 октября 1925, Мельбурн) — британский яхтсмен, чемпион летних Олимпийских игр 1900 года.
На Играх на яхте Bona Fide соревновался в классе яхт водоизмещением 3—10 тонн. Его команда стала первой, выиграв золотые медали.
Кроме того, в другой гонке в этом же классе на яхте Frimousse завоевал бронзовую медаль.